# Château Schmidt de Kiscell
Le Château Schmidt de Kiscell (en hongrois : kiscelli Schmidt-kastély) se situe dans le 3e arrondissement de Budapest.